# Robert Drew Hicks
Robert Drew Hicks (* 29. Juni 1850 in Aust, Gloucestershire; † 8. März 1929 in Cambridge) war ein britischer Klassischer Philologe und Philosophiehistoriker auf dem Gebiet der antiken Philosophie.
Hicks wurde als Sohn von William Hicks, dem Leiter des Postamts von Bristol, geboren. Er besuchte die Bristol Grammar School und studierte von 1868 am Trinity College Cambridge. Nach dem Erwerb des B.A. im Jahr 1874 und des M.A. wurde er 1876 zum Fellow des Trinity College ernannt. Von 1884 bis 1900 war er College Lecturer in Classics. In der Zeit von 1898 bis 1900 erblindete Hicks, veröffentlichte aber seine Hauptwerke erst danach, unterstützt von seiner Frau, Bertha Mary Heath, die er 1895 geheiratet hatte und die selbst einen M.A. von der University of London erworben hatte. Die University of Manchester verlieh ihm einen D.Litt. ehrenhalber.

## Schriften (Auswahl)
- The Politics of Aristotle. A Revised Text, with Introduction, Analysis, and Commentary, by F. Susemihl and R. D. Hicks: Books I. –V. Macmillan & Co. 1894
- Philosophy. In: A Companion to Greek studies. Cambridge, Cambridge University Press 1905 und öfter.
- Aristoteles, De anima.  With translation, introduction and notes. London 1907.
- Stoic and Epicurean. Charles Scribner’s Sons, New York 1910 (online).
- A concise Latin dictionary. Royal National Institute for the Blind, London 1921 (in Braille).
- Diogenes Laertios, Lives of eminent philosophers. Greek and English. London / Cambridge (Mass.) 1925.